# Utószezon
Az Utószezon Fábri Zoltán 1966-ban forgatott 120 perces fekete-fehér játékfilmje, amely Rónay György Esti gyors című műve alapján készült Páger Antal főszereplésével. A film arra keresi kíméletlen őszinteséggel a választ, hogy milyen felelősség terhel egy, az eseményekkel tehetetlenül sodródó, gyáva, megalkuvó értelmiségit egy család elhurcolásáért és lemészárlásáért a holokauszt idején.

## Cselekmény
1961-ben, a jeruzsálemi Eichmann-per idején egy Balaton-parti vasúti restiben szenilitás felé haladó nyugdíjas öregurak, egykori magyar királyi hivatalnokok (volt földbirtokos, államtitkár, tábornok, bírósági elnök, tanár) sörözéssel és egymás ugratásával töltik az utószezont. Kitalálják, hogy megviccelik a már napok óta „igazolatlanul távolmaradt” szállodagondnok barátjukat, aki a háború előtt patikusként dolgozott. Felhívják telefonon, és „beidézik” a megyei rendőrkapitányságra. Kerekes megijed, a gonosz móka felszakítja benne az addig mélyen elrejtett bűntudatát. Másnap vonatra száll, de nem a rendőrségre, hanem a másik irányba lévő városba megy, ahol felidéződnek benne a tizenöt-húsz év előtti események.
A hajdan a zsidó Szilágyi-Silbermannék gyógyszertárában segédként dolgozó, egyébként nem politizáló, a körülötte történteket gyáva megalkuvással tudomásul vevő árja Kerekes egy „hacsak” megjegyzéssel elszólja magát gyerekkori barátja, Holl Péter rendőrkapitány előtt, ami miatt másnap elhurcolják és lemészárolják munkaadóit; ráadásul elfogadja a számára erőszakkal kiutalt patikát. A gyógyszertárhoz érve rátörnek az emlékek, s fokozatosan kibontakoznak a múltbéli események. Szinte önkívületben járja a helyszíneket, menekül a történtek és azok szereplői elől, végül betér egy moziba, ahol a híradóban az Eichmann-per kapcsán a haláltáborokat bemutató megrázó képsorokkal szembesül.
A barátok, akik előbb titokban követik, majd amikor látják, hogy Kerekes milyen felindult állapotba kerül, hajszolni kezdik, hogy megmondják neki: ők csak vicceltek. Az egész napos ámokfutás után este sikerül őt erőszakkal visszavinni a Sodits villájába, ahol – meglepetésükre – a szívrohammal küszködő Kerekes követeli, hogy az egyébként ittas társaság – közöttük egy nyugalmazott bíróval – tárgyalja le az ügyét. Az öregurak belemennek a groteszk bírósági tárgyalásba, de kiderül, mit sem értenek – vagy nem akarnak érteni – az egészből. Azt kérdezik például, (ál)naiv módon: tulajdonképpen miért is nem utaztak el Kerekesék? „Tanúként” meghallgatják az időközben előkerített rendőrkapitányt, Holl Pétert is, aki valójában egy boldog, elégedett ember, hiszen leülte a maga tíz évét, lelkiismerete tehát tiszta, s benzinkutasként remekül él a busás borravalóból.
Az alkalmi bíróság ügyésze, Laufer, akinek mindene és mindenkije odaveszett Auschwitzban, kiesik a többiek által az ügyet elbagatellizálni hivatott tárgyalási komédiában ráosztott szerepből, s halált kér a vádlottra, amiért másnap, józan fejjel nem győz bocsánatot kérni. Zorkay, a nyugalmazott bíró mégis felmenti, mert tudja, hogy tettével a főhőst mindenféle „objektív hatóság kiröhögné.” Kerekes másnap mégis elmegy az ügyészségre, hogy feladja magát, azonban elzavarják. Elhatalmasodó kínzó bűntudata, gyötrődése, s üldözési mániája öngyilkosságra készteti, ám kísérlete nem sikerül.
A zárójelenetben – mintha mi sem történt volna – a poharazgató és a világ dolgait kibeszélő társaság újra a restiben van, a szótlanul üldögélő Kerekessel együtt. A múlttal való szembenézési kísérlet kudarcba fúlt, az erkölcsi vizsgán mindenki megbukott, feloldozás nincs…

## Szereplők
- Páger Antal – Kerekes Kálmán
- Rajz János – Sodits
- Kőmíves Sándor – Lauffer
- Balázs Samu – Dezső
- Szendrő József – Zorkay bíró
- Szalma Piroska[1] - a szőke nő
- Apor Noémi – a vörös nő
- Básti Lajos – Holl Péter
- Zách János – Szilágyi
- Tolnay Klári – Szilágyiné
- Kamarás Gyula – a cégtárs fia
- Liska Zsuzsa – Paula
- Temessy Hédi – Péter anyja
- Pathó István – Bálint atya
- Molnár Tibor – aranyozó
- Benkő Gyula – Princz
- Koltai János – kommunista
- Siménfalvy Sándor – cipőtisztító
- Tyll Attila – liftes
- Kovács Károly – Bonta
- Hajnóczy Lívia – önmaga (bemondó)
- Osztovits Cecília – Gizike
- Szemere Sándor
- Mayer Péter
- Kun Tibor
- Gamma Erzsi
- Kern András[2]

## Stáblista
A Magyar Nemzeti Digitális Archívum és Filmintézet (MaNDA) film-adatlapja az alábbi személyeket sorolja fel: 
- rendező: Fábri Zoltán
- író: Rónay György
- forgatókönyvíró: Szász Péter
- dramaturg: Bíró Yvette
- operatőr: Illés György
- operatőr asszisztens: Lőrincz József
- rendezőasszisztens: Luttor Mária
- rendezőasszisztens 2: András Ferenc
- vágó: Szécsényi Ferencné
- zene: Fényes Szabolcs
- hangmérnök: Lehmann Mihály
- díszlettervező: Romvári József
- építész: Kopp Ferenc
- jelmeztervező: Schäffer Judit, Asztalos Lajosné
- főgyártásvezető: Föld Ottó
- gyártásvezető: Bajusz József
- stúdióvezető: Újhelyi Szilárd
- trükkmester: Bélai István
- berendező: Gáti Tilda
- felvételvezető: Szép Gyuláné
- fővilágosító: Kocsenda László
- karmester: Gyulai Gaál János
- ének: Szirmay Márta
- közreműködő: Magyar Állami Operaház zenekara
- berendező: Sáritz József
- maszkmester: Hermann Istvánné
- vágóasszisztens: Magyar Gyuláné
- felvételvezető: Szűcs István

## A film

### Alapötlete, témája
A film alapötletét Rónay György Esti gyors című műve (Magvető, 1963) adta, azonban nem egyszerű adaptációról van szó; a két alkotás több helyen is jelentősen eltér. Míg a regény Kerekes személyében voltaképpen a kor tehetetlen tanújáról szól, aki nem látja jól a történéseket, s amit lát is, képtelen elmondani, a film magát az emlékezést állítja a középpontba. Az önváddal viaskodó főhőst az ügyészség elzavarja, a regényben még az egyházi hatalom is feloldozza. A könyvben 1944-ben elhunyt gyermekkori barát, a későbbi nyilas rendőrkapitány meghal, itt viszont nyugodt lelkiismerettel – hiszen ő megbűnhődött: letöltötte büntetését – nem is rosszul éli világát. A könyvben nem szerepel a saját bűntudatos kálváriáját járó vörös nő. A főhős a könyvben öngyilkos lesz, a filmben viszont életben marad, s cipeli tovább az önvád terhét.
Fábri „holokauszt-filmet” készített, de nem a történetet meséli el, hanem minőségi módon szól a tragédiáért – ezen keresztül az egyéb közös bűnökért, szenvedésekért – való egyéni és társadalmi felelősségről, a szembenézés eltussolásáról. Ugyanakkor egy „film a filmben” jelenetben – amikor a főhős a moziba menekülve egy, a holokausztról szóló híradót néz meg – a magyar közönség először e filmben találkozhatott a haláltáborokat bemutató megrázó képsorokkal. Tudjuk, hogy valójában Magyarországon ilyen filmhíradó sosem készült; az Eichman-perre vonatkozó jeleneteit forgatták, a bevagonírozásról, koncentrációs táborról, foglyokról, csonttá aszott tetemekről, krematóriumról és tömegsírról készített egykorú felvételek pedig Alain Resnais Sötétség és köd című 1955-ös dokumentumfilmjéből származnak.
A rendező szerint filmjének műfaja „tragikomédia. Bohóctréfa. Fájdalmas groteszk némi szégyenérzéssel. Beillik rémdrámának is”. Filmnyelvi szempontból Fábri legradikálisabb alkotása. Nem riadva vissza időnként a burleszktől sem, jól használja fel a szatíra és a groteszk képi elemeit. A kimerevítéssel, stoptrükkökkel és a gyorsítással a cseh és a francia új hullám elemeit építi be az alkotásba, az idősíkok felbontásával, keverésével és egymásra csúsztatásával létrejövő szürrealista fantáziaképek pedig Ingmar Bergmant és Federico Fellinit idézik.

### Fogadtatása
Az Utószezon Fábri Zoltán egyik legizgalmasabb, ugyanakkor legtöbb vitát és indulatot kiváltó alkotása. Az 1960-as években gyakorlatilag tabu témának számító holokauszttal foglalkozó filmet az akkori magyar kulturális vezetés nem fogadta kitörő lelkesedéssel; a társadalom közelmúltbeli erős érintettsége okán féltek, hogy az alkotás esetleg nemkívánatos feszültségeket kelt. A merev hivatalos hozzáállást a korabeli kritika is fanyalogva fogadta. A vita elsősorban arról bontakozott ki – kissé félresiklatva a lényeget –, hogy egyáltalán szabad-e a huszadik század legnagyobb tragédiájáról groteszket készíteni? B. Nagy László például az Élet és Irodalomban az auschwitzi gázkamrák képsorait „a magyar filmtörténet legvisszataszítóbb jelenetének" aposztrofálta, s a filmet „formalizmussá merevült, s az utánérzések iszapjába süllyedt” műként írta.
A film premier előtti ősbemutatója 1967. február 18-án volt a győri Rába filmszínházban; a díszelőadáson részt vett Páger Antal, Apor Noémi, Szendrő József és Básti Lajos, valamint az alkotók közül Fábri Zoltán, Illés György, Szász Péter, Újhelyi Szilárd, Föld Ottó és Bajusz József. Hivatalos bemutatója 1967. február 23-án volt a Puskin moziban, forgalmazásra is került, de visszafogottan, ezért jóval kevesebb emberhez jutott el, mint a korábbi Fábri-filmek. Az Utószezont „csupán”  397 ezren látták, szemben a Húsz óra 1 millió 52 ezres, vagy a Nappali sötétség 768 ezres nézőszámával.
A filmet meghívták a Velencei Nemzetközi Filmfesztivál versenyszekciójába, ahol négy kisebb díjat nyert. A külföldi sajtóvisszhang egyértelműen jobb volt a hazainál. A Cineforum-díjat is „az emberségért, jó ritmusú és fantáziadús nyelvezetért, amelyben a groteszk nem közömbösíti az emelkedettséget, és az egyéni felelősségről tett szép vallomásért, az erőszak és türelmetlenség elleni állásfoglalásért” kapta.
Ugyanakkor a sikert beárnyékolta, hogy a velencei filmfesztiválon kisebb botrány is keletkezett a film körül. Miután Izrael kifogásolta, hogy a főhőst a „háborús bűnös” Páger Antal alakította, az amerikai Variety magazin pedig a filmet a „magyar Jud Süssnek” nevezte, kiemelkedő szerepet tulajdonítva Págernek annak a közhangulatnak a kialakításában, amely némán asszisztált a zsidók deportálásához, s botránynak minősítette a film részvételét a fesztiválon, azt pedig, hogy éppen Páger kapta a főszerepet, egyszerűen a kádári szocializmus cinizmusának tulajdonította, a versenyszekció zsűrijének amerikai tagja, Susan Sontag írónő elutasította és valósággal kiátkozta a filmet; bojkottra szólított fel ellene. Fábri védelmébe vette Págert azzal, hogy „a hatóságok megelégedésére tisztázta magát”.

### Gyártása
A film a Mafilm 1. Játékstúdióban készült. Forgatási helyszínként több vidéki és budapesti (például Óbuda, Fő tér) közterület szolgált. Az állomás és a vasúti resti jeleneteit a balatonaligai vasútállomáson vették fel. Az „Ezüst Sas” patika díszletét Győrben a Széchenyi téri Lloyd-székház oldalában építették fel. Ugyancsak feltűnnek a filmben a fertőrákosi kőfejtő oszlopai, amikor a főszereplő lázálmában egykori munkaadóit keresi a sziklacsarnokban heverő zsidó tetemek között.

## Díjak
- 1967 – Velencei Nemzetközi Filmfesztivál
  - San Giorgo-díj
  - Cineforum-díj
  - Velence Város díja
  - „Cinema Nouvo” díja a legjobb férfi alakításért (Páger Antal)